# Малина Валерій Васильович
Вале́рій Васи́льович Мали́на (нар. 15 червня 1940, Городенка) — український мистецтвознавець, доктор мистецтвознавства з 2009 року; член Миколаївської обласної організації спілки радянських художників України з 1984 року; голова Миколаївського осередку Спілки майстрів народного мистецтва України у 1990—1996 роках.

## Біографія
Народився 15 червня 1940 року в місті Городенці (нині Івано-Франківська область, Україна). 1965 року закінчив Львівське вище військово-політичне училище. Після виходу у 1967 році, за власним бажанням, з КПРС звільнений у запас. 1973 року закінчив Уральський державний університет за фахом «Теорія й історія мистецтв»; 1975 року Київський державний університет, де отримав диплом викладача англійської мови й зарубіжної літератури.
Упродовж 1973—1986 років обіймав посаду завідувача відділу образотворчого, кіно- та фотомистецтв Миколаївського науково-методичного центру народної творчості. У 1999 році захистив кандидатську дисертацію на тему «Народне мистецтво Півдня України»; у 2009 році — докторську на тему «Кам'яні хрести в Україні».
Нині професор кафедри філософії Чорноморського національного університеу імені Петра Могили. Мешкає у Миколаєві в будинку на вулиці Колодязній, № 17.

## Наукова діяльність
Досліджує народне мистецтво і обряди Південної України, релігію, кам'яні хрести. Фундатор нового наукового напряму ― ставрологія. Серед робіт:
- «Народне мистецтво Півдня України. Кінець XIX — початок XX століття: На матеріалах Миколаївської, Одеської, Херсонської областей» (2006);
- «Кам'яні хрести в Україні та їх прообрази» (2006);
- «Архітектоніка хрестокаменя» (2006);
- «Кам'яні розп'яття в Україні» (2006);
- «Естетика художньої творчості: Матеріали до спецкурсу» (2006);
- «Декоративне і прикладне мистецтво України. Теорія. Історія. Контекст: Матеріали до спецкурсу» (2006);
- «Педагогіка мистецтва: Матеріали до спецкурсу» (2007);
- «Кам'яні хрести в Україні. ХVIII–XX століття: Онтологія. Типологія. Символіка. Функція» (2009);
- «Антиномії доктора культурології: Інтелектуальна автобіографія» (2011).

Упорядкував книгу «Таланты Прибужья» (Одеса, 1988); впорядник каталогів художніх виставок. Автор статей в Енциклопедії сучасної України, численних журнальних і газетних статей з питань образотворчого й декоративно-прикладного мистецтва, зокрема:
- «Декоративний метал Миколаєва»// Образотворче мистецтво. 1979. № 6;
- «Жестяные „короны“» // Декоративное искусство СССР. 1983. № 11;
- «Сюжетные рушники Украины» // Декоративное искусство СССР. 1985. № 2;
- «Прибужье — 84» // Образотворче мистецтво. 1985. № 2;
- «Виставка творів миколаївських художників» // Образотворче мистецтво. 1986. № 6;
- «Народное искусство болгар юга Украины» // Единение народов — единение культур. К., 1987;
- «Народне мистецтво півдня України» // Образотворче мистецтво. 1989. № 6;
- «Кам'яни хрести півдня України» // Образотворче мистецтво. 1991. № 4.